# Église-mosquée de Vefa
La mosquée Vefa Kilise (turc : Vefa Kilise Camii, signifiant "église-mosquée de Vefa", pour la distinguer des autres "églises-mosquées") ou "kilise camii" d'Istanbul aussi connue comme Molla Gürani Camii (du nom de son fondateur) est une ancienne église orthodoxe convertie en mosquée par les Ottomans.
Sur la foi des écrits de Pierre Gilles du XVIe siècle, qui mentionnent qu'une église dédiée à Hagios Theodoros se trouvait dans cette zone, on peut attribuer cette église à saint Théodore (en grec moderne : ἡ Ἐκκλησία του Ἁγίου Θεοδόρου), mais cette dédicace n'est pas assurée.
Ce complexe constitue en tout cas l'un des plus importants exemples d'architecture d'époque Comnène et Paléologue de Constantinople.

## Situation
L'édifice se trouve à Istanbul, dans le district de Fatih, dans le quartier de Vefa, à moins d'un kilomètre au nord-ouest d'un autre grand édifice byzantin de Vefa, la mosquée Kalenderhane, et à quelques centaines de mètres au sud de la mosquée Süleymaniye.

## Histoire
Les origines de l'édifice, qui se trouve sur le flanc de la troisième colline de Constantinople, ne sont pas assurées. À en juger par sa maçonnerie, il fut construit entre la fin du XIe siècle et le début du XIIe, sous le règne d'Alexis Ier Comnène[citation nécessaire]. La dédicace à Hagios Theodoros n'est pas plus sûre. Durant l'Empire latin de Constantinople, l'édifice devint une église catholique.
Peu après la chute de Constantinople en 1453, l'église fut convertie en mosquée, fondée par le fameux mollah d'origine kurde Molla Gürani, qui fut le tuteur du sultan Mehmet II, prit son nom et devint le premier mufti d'Istanbul. En 1833, un incendie ravagea le complexe, détruisant ses annexes en bois. En 1937, une restauration partielle de l'édifice fut entreprise. À cette occasion, le bâtiment fut étudié par M.I. Nomidès, mais les résultats de ces travaux ne furent que récemment publiés par Cyril Mango. Des tombes voûtées furent découvertes sous le sol du narthex extérieur d'époque Paléologue. Les mosaïques de l'exonarthex furent alors partiellement dévoilées, mais ne furent jamais convenablement étudiées. La datation n'est pas certaine, s'étalant sur une période allant des années 1290 aux années 1320. En 1979, les mosaïques furent recouvertes et le sont restées depuis.

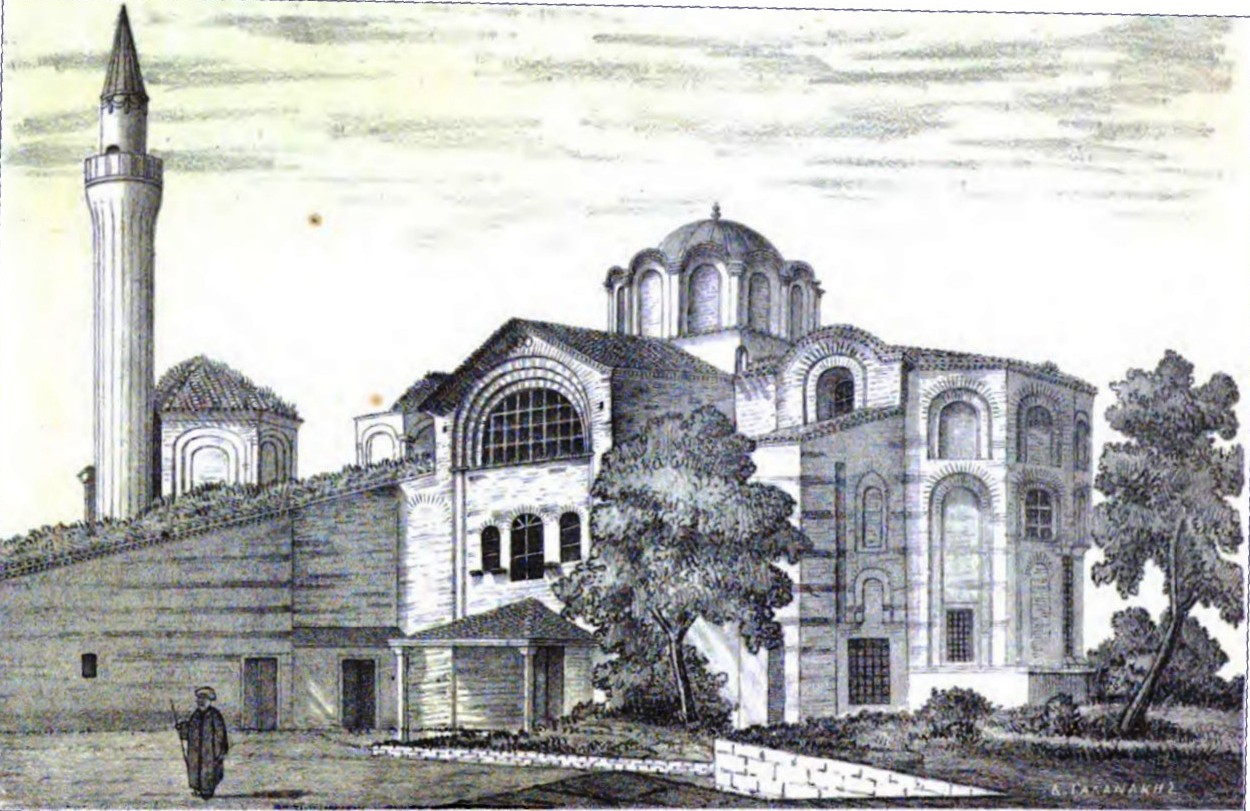
Image du XIXe siècle représentant l'exonarthex vu du sud-est.

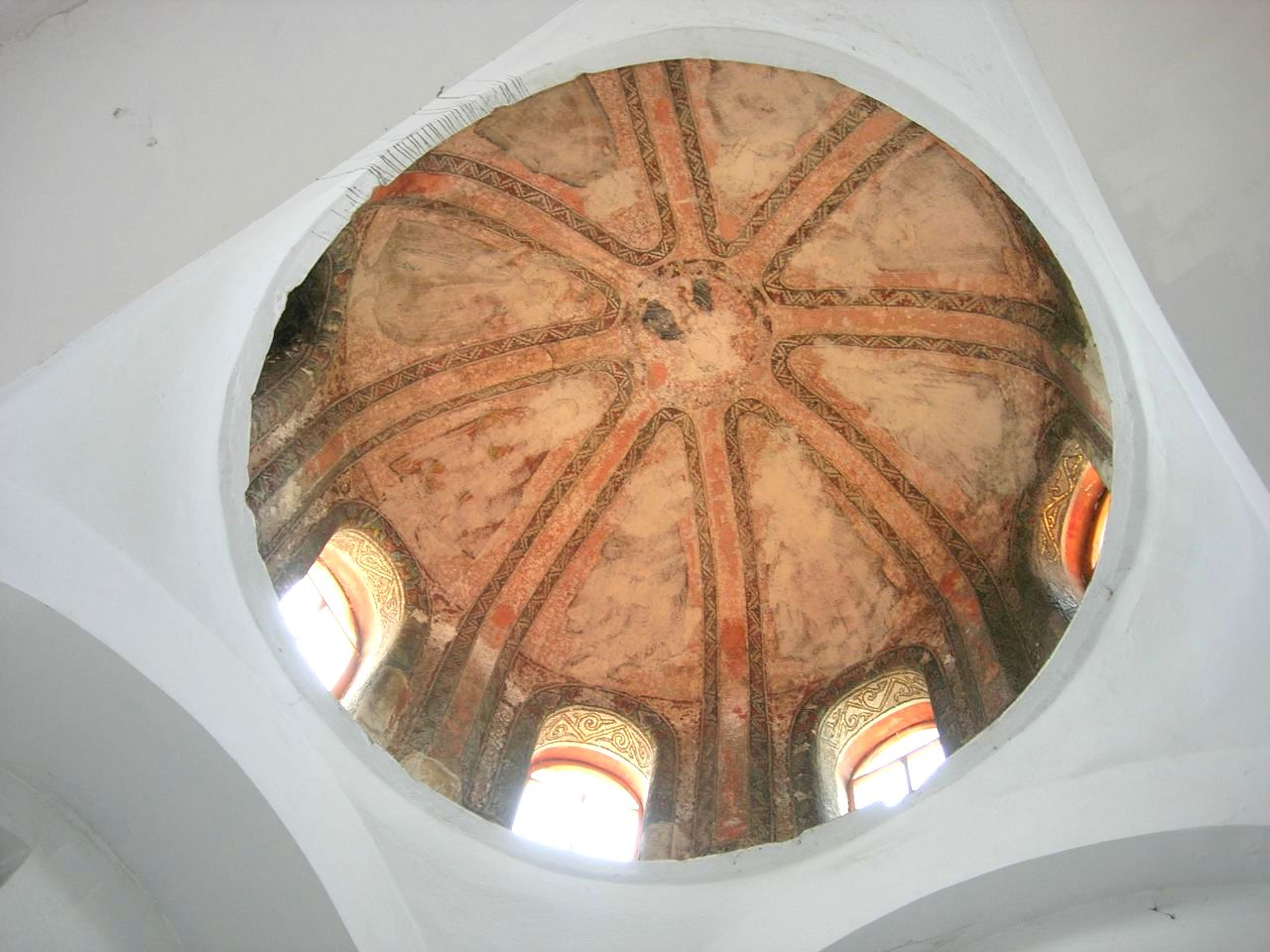
Le dôme sud de l'exonarthex, avec des restes de mosaïques.

## Architecture et décoration
L'église, qui n'a jamais été étudiée de façon systématique, est construite sur un plan en croix inscrite, chaque côté faisant 9 mètres de long. Avec la mosquée Eski Imaret, elle fournit un exemple du style Comnène à Constantinople. Ses maçonneries adoptent la technique des briques encastrées (recessed brick), typique de l'architecture méso-byzantine.
L'édifice comporte des arcades aveugles (blind arcades), et l'abside est interrompue par une fenêtre à triple baie (triple lancet window) avec des niches la surmontant. La lumière pénètre dans les transepts à travers des triples arcades. L'extérieur du corps principal de l'église est occasionnellement décoré de motifs, comme des serpents.
Le complexe comprend aussi un exonarthex dans sa partie occidentale, un portique avec des colonnes et des arches au sud, et un couloir au nord, qui relie une parecclesion à une bema).
L'exonarthex est l'un des exemples les plus caractéristiques de l'architecture Paléologue de Constantinople avec la parekklesia de l'église de la Théotokos Pammakaristos, des églises de Chora et de la mosquée Fethiye. La date de sa construction est probablement postérieure à celles de la parekklesia de la Pammakaristos et des églises de Chora. Sa façade comprend deux registres, tous deux ouverts avec des arcades. Sur le registre inférieur se trouvent des niches angulaires suivies de triples arcades. Le registre supérieur est différent et comprend cinq fenêtres aveugles semi-circulaires à arcades. La maçonnerie est faite de briques et de pierres colorées, particulièrement visibles depuis le côté nord. De manière générale, l'exécution est moins raffinée que pour la parekklesion de la Pammakaristos.
L'exonarthex est surmonté de trois dômes. Les latéraux sont de type parapluie (umbrella), alors que le dôme central a des nervures. La décoration intérieure de l'exonarthex comprend des colonnes, des chapiteaux et des dalles de clôture (closure slabs, séparation du presbyterium ou écran de templon) qui sont des remplois de matériaux de la haute époque byzantine. Les trois dômes sont recouverts de mosaïques. Celles du dôme sud furent nettoyées en 1937 sous la direction du ministère des Mosquées mais furent postérieurement masquées. L'intérieur même de l'église, au contraire, n'a jamais été déplâtré.
Deux assez larges citernes souterraines, placées au sud et à l'ouest de l'église, tendent à indiquer l'existence d'un monastère à l'époque byzantine.